# Bristol City W.F.C.
Bristol City Women's Football Club er en fodboldklub for kvinder fra byen Bristol, der konkurrerer i FA WSL 1, den højeste liga for kvindefodbold i England. Klubben blev etableret i 1998 som Bristol Rovers W.F.C., og blev omdøbt til Bristol Academy W.F.C. i 2005 efter øget involvering fra Bristol Academy of Sport, der er en del af Filton College (nu en del af South Gloucestershire and Stroud College). Endnu en navneændring fandt sted lige tidsnok til WSL 2016-sæsonen, denne gang blev navnet ændret til Bristol City. Holdet spiller deres hjemmekampe på et stadion, der er bygget til formålet, Stoke Gifford Stadion. Bristol City W.F.C. rykkede op i FA WSL 1 i 2016.

## Hæder
- FA Women's Premier League Southern Division: 1

2002–03
- South West Combination Women's Football League: 1

2000–01
- Gloucestershire FA Women's Challenge Cup: 8

1998–99, 1999–2000, 2000–01, 2001–02, 2002–03, 2004–05, 2005–06, 2006–07